# 二長輝長岩
二長輝長岩（英語：Monzogabbro）是一種侵入岩，成分介于輝長岩和二長岩之間。 QAPF分類圖表中將其定義為粗粒火成岩，其中石英佔QAPF礦物組分的0%至5%，斜長石佔長石總含量的65%至90%，並富含鈣 (%An > 50)。